# Stanići (Bośnia i Hercegowina)
Stanići (cyr. Станићи) – wieś w Bośni i Hercegowinie, w Republice Serbskiej, w gminie Derventa. W 2013 roku liczyła 27 mieszkańców.